# Военноморска база
Военноморската база (съкр. ВМБ) е район от крайбрежието с прилежащ участък на море, осигуряващ дислокация (обикновено разсредоточена) и широко поле за маневри на военноморски сили. Способна е да предоставя на базираните сили всички видове необходимо обезпечение.

## Типове
Според възможността за престой на отделните единици съдове бива постоянна и временна. Според разположението относно районите на действие на флота са: предни, основни и тилови. Постоянната база, в която се намира щабът на флота, се нарича главна.

## Състав
Военноморска база може да включва един или по-често няколко пункта на базиране на воден район и съединение, на отделни военни части и подразделения.
Пунктът на базиране е участък от морско или речно крайбрежие с прилежащата му акватория, оборудван за стоянка и осъществяване на всички видове обезпечение на кораби. В зависимост от предназначението и характера на инженерното оборудване пунктовете на базиране се делят на основни, за маневрено базиране, снабдителни, а също и места за стоянка.
Основните пунктове на базиране са предназначени за безопасна стоянка на съединения от кораби (съдове) и части в зададената им степен на бойна готовност, възстановяване на боеспособността им, провеждане на бойна подготовка и осигуряване на разностранни дейности, както в мирно време, така и по време на бойни действия.
Пунктовете за маневрено базиране служат за комплексно обезпечение на групи (отряди) кораби, съединения или разнородни сили и са оборудвани с брегови и плаващи средства за базиране в пристанища и в неосвоени, но имащи естествена защита от вълнение и ветрове заливи. В тези пунктове на базиране се осигурява снабдяване, походни ремонти и приоритетни аварийно-възстановителни мероприятия, стоянка на корабите, обслужването на техния личен състав и т.н.
Снабдителните пунктове на базиране са предназначени за попълване на запасите от оръжие и други материални средства на корабите в закрити заливи и пристанища с помощта на брегови и плавателни средства. Местата на стоянка служат за тактическо разсредоточаване на корабите, организират се в заливи и в защитени рейдове и са оборудвани с бъчви и „мъртви“ котви.

## Бази по страни

### Русия

#### Северен флот
Главната база на Северния флот се намира в Североморск. Там се базира по-голямата част от надводните кораби на Северния флот.
Други пунктове на базиране на Северния флот са Полярный, Видяево, Гаджиево, Западна Лица, разположени в Мурманска област.
Полярный е разположен на 35 km северно от Мурманск.
Видяево се намира приблизително на 48 km северозападно от Мурманск. Носи името на съветския подводничар от времето на Втората световна война Фьодор Алексеевич Видяев.
Гаджиево се намира на залива Сайд-губа, Гаджиево, ЗАТО Скалисти. Построен е през 1956 г. Носи името на М. И. Гаджиев – съветски подводничар от Втората световна война.
Западна Лица се намира на едноименния фиорд на 45 km от границата с Норвегия.

#### Тихоокеански флот
Главната база на Тихоокеанския флот е Владивосток. На военноморската база Вилючинск са базирани атомните подводници. Фокино е разположен на територията на Приморския край, на 50 km от град Находка и на 130 km от град Владивосток.

#### Балтийски флот
Главната база на Балтийския флот на Русия е в Балтийск. От 15 март 1919 г. в състава на флота влиза Ленинградската военноморска база.

#### Черноморски флот
Главната база на Черноморския флот на ВМС на Русия е в Севастопол. Усъвършенства се и инфраструктурата на военноморската база в Новоросийск.

### САЩ

#### Атлантически флот
- Норфолк – главната база на Атлантическия флот на САЩ
- Литъл Крик (база на амфибийно-десантните сили)
- Мейпорт
- Кингс бей
- Рота (предна военноморска база)
- Неапол (предна военноморска база)

Пунктове на базиране
- Кий Уест
- Гуантанамо

#### Тихоокеански флот
- Сан Диего
- Китсап
- Коронадо (амфибийна)
- Пърл Харбър – главната база на Тихоокеанския флот на САЩ
- Апра (предна)
- Йокосука (предна)

Пунктове на базиране
- Бахрейн (Централно командване на САЩ)
- Диего Гарсия (Индийски океан)
- Паго Паго

### Великобритания
- Портсмут
- Девънпорт
- Клайд

Пунктове на базиране
- Фаслейн

### Франция
- Тулон[5]
- Брест

Пунктове на базиране
- Реюнион
- Хавър
- Рошфор

### Венецуела
- Каракас, Пуерто Кабельо, Пунто Фихо, Пуерто де Хиеро, Ла Оркила, Туриамо, Ел Ампаро, Суидат Боливар, Маракайбо, Гуайра.

### Аржентина
- Пуерто Белграно
- Мар дел Плата
- Ушуая
- Саранди

### Австралия
- Сидни
- Кокбърн Саунд
- Мелбърн